# Mistrzostwa Ameryki Północnej we Wspinaczce Sportowej 2008
Mistrzostwa Ameryki Północnej we Wspinaczce Sportowej 2008 – edycja mistrzostw Ameryki Północnej we wspinaczce sportowej, która odbyła się w dniach od 4 do 7 grudnia 2008 w Kanadzie w Montrealu. 

## Uczestnicy, konkurencje
Zawodnicy i zawodniczki podczas zawodów wspinaczkowych w 2008 roku rywalizowali łącznie w 4 konkurencjach. Każdy zawodnik miał prawo startować w każdej konkurencji o ile do niej został zgłoszony i zaakceptowany przez IFCS i organizatora zawodów. 
| Lp.   |           | ↓ Uczestnicy – konkurencje → |    | prowadzenie | na czas |
| ----- | --------- | ---------------------------- | -- | ----------- | ------- |
| 1.    | Mężczyźni | 19                           | 5  |             |         |
| 2.    | Kobiety   | 15                           | 8  |             |         |
| Razem | Razem     | Razem                        | 29 | 13          |         |

## Medaliści
| Konkurencje  | Złoto                                   | Srebro                             | Brąz                                 |
| ------------ | --------------------------------------- | ---------------------------------- | ------------------------------------ |
| Mężczyźni    |                                         |                                    |                                      |
| prowadzenie  | Kanada · Sean McColl                    | Meksyk · Mauricio Huerta           | Stany Zjednoczone · Bret Johnston    |
| wsp. na czas | Kanada · John Bowles                    | Kanada · Benoit Dubois             | Kanada · Dan Archambault             |
| Kobiety      |                                         |                                    |                                      |
| prowadzenie  | Stany Zjednoczone · Tiffany Hensley     | Stany Zjednoczone · Paige Claassen | Stany Zjednoczone · Emily Harrington |
| wsp. na czas | Stany Zjednoczone · Mykael Ann McGinley | Stany Zjednoczone · Darla Pienciak | Stany Zjednoczone · Rachel Minery    |

## Klasyfikacja medalowa
* Gospodarz zawodów został zaznaczony tym kolorem.
|                   |                   |                   |   |   |   |    |   |   |   |   |   |   |
| 1                 | Stany Zjednoczone | 2                 | 2 | 3 | 7 | 0  | 0 | 1 | 2 | 2 | 2 |   |
| 2                 | Kanada *          | 2                 | 1 | 1 | 4 | 2  | 1 | 1 | 0 | 0 | 0 |   |
| 3                 | Meksyk            | 0                 | 1 | 0 | 1 | 0  | 1 | 0 | 0 | 0 | 0 |   |
| Ogółem (3 państw) | Ogółem (3 państw) | Ogółem (3 państw) | 4 | 4 | 4 | 12 | 2 | 2 | 2 | 2 | 2 | 2 |